# Талдыкорган (аэропорт)
Аэропорт Талдыкорган — аэропорт, находящийся в городе Талдыкорган. Воздушные ворота Семиречья.
Аэропорт был создан в 1946 году, имел грунтовую ВПП с которой выполняли полеты самолеты ПО-2. Постепенно парк воздушных судов пополнился самолетами ЯК-12, которые затем заменили самолеты АН-2. В 1974 году, с постройкой ИВПП аэропорт был перенесен на новое место и начал принимать ВС ЯК-40, АН-24, а с 1981 года — ТУ-134. В 2004 году реконструировано здание аэровокзала с оснащением современным технологическим и досмотровым оборудованием с пропускной способностью 100 пассажиров в час.
На аэродроме базируется военная авиация.

## Принимаемые типыВС
Ан-12, Ан-24, Ан-26, Ан-28, Ан-30, Ан-32, Ан-72, Ан-74, Ил-76, Ту-134, Ту-154, Як-40, Як-42 и др. типы ВС 3-4 класса, вертолёты всех типов. Максимальный взлётный вес воздушного судна 87 тонн. Классификационное число ВПП (PCN) 15/R/A/X/T.

## Пассажиропоток
- 2015 — 24 295[1]
- 2016 — 26 768[1]